# 我的PS搭檔
《色即是空～0204愛你喲！》（韓語：나의 PS 파트너）是一部於2012年上映的韓國愛情喜劇電影，以電話性爱作為題材。

## 劇情介紹
講述試圖挽回已經變質的戀情，為了讓男朋友高興而嘗試電話性爱的允貞，意外地將電話打給陌生男子賢勝所引發的一系列搞笑故事。

## 演員陣容
- 池晟 飾 賢勝（臺灣配音：于正昌）
- 金亞中 飾 允貞（臺灣配音：馬君珮）
- 申素律 飾 昭妍

賢勝的前女友
- 姜景晙 飾 勝俊（臺灣配音：黃天佑）

允貞的男友
- 金盛吳 飾 錫雲

賢勝的死黨
- 文智允 飾 永民

賢勝的死黨
- 金甫美 飾 允美

允貞的妹妹
- 金甫娟 飾 允貞母
- 鄭秀英 飾 珍珠

允貞的閨蜜
- 郭智敏 飾 雅拉

錫雲的女友

## 評價
- 香港爽報的《張居》給予3顆星（最高5顆），說：「頹爆男在電話接到女聲一輪性感呻吟，隔空纏綿，這樣題材，或許只有韓國才能拍到沒有淫穢意味。這浪漫喜劇，色情部份沒有過份俗氣，當中以女配角全裸上陣最有睇頭，相對女主角金亞中演繹火辣床上戲，男主角池晟僅露腹肌，似乎較為保守。慾只是配菜，情才是主角，片中提及現今很多相戀男女的問題，面對愛情時的徬徨和矛盾心理，令觀眾更有共鳴，值得留意的還有男、女主角親自主唱當中寫滿大膽歌詞的訂情主題曲，結合一連串唔怕醜的性愛場面，浪漫幽默爆笑兼備。」[2]

## 票房
韩国10天观影人次突破1百万，最终达到1,831,644人次。

## 音樂
- 池晟《Show Me Your Panty》（收錄於《我的PS搭檔》OST Part 1）
- 金亞中《Show Me Your Heart》（收錄於《我的PS搭檔》OST Part 2）
- 池晟&金亞中《Sexy Jingle Bell》（收錄於《我的PS搭檔》OST Special）